# Las bromas del Pitufo Bromista
Las bromas del Pitufo Bromista (en el francés original Les Farces du Schtroumpf farceur) es la trigésimo cuarta historieta de Los Pitufos escrita y dibujada por Peyo en 1990. 
Fue publicada en formato álbum como complemento de El aeropitufo junto con La glotonería de los pitufos, El Pitufador Enmascarado y Puppy y los pitufos.

## Argumento
Los pitufos están cansados de los regalos explosivos del Pitufo Bromista, así que el Gran Pitufo le hace prometer nunca más volver a dar ese tipo de regalos. El Pitufo Bromista está deprimido al principio, pero entonces decide hacer bromas más variadas: le da una flor lanza-agua a la Pitufina, pone una mancha falsa de tinta en el poema del Pitufo Poeta y cosas así.
Todos se cansan pronto de sus nuevas bromas, así que nadie quiere verlo. El Pitufo Bromista va al bosque y es capturado por el brujo Gargamel. Hace un falso sonido de explosión para que Gargamel lo suelte, pero este lo sigue a la Aldea Pitufa cuando escapa. Para hacer que Gargamel se vaya, el Pitufo Bromista le pregunta al Gran Pitufo si puede romper su promesa, lo que este acepta, por lo que el Pitufo Bromista le da a Gargamel un gran regalo explosivo que lo lanza lejos como un cohete. Al final, el Pitufo Bromista vuelve a sus viejas bromas de regalos.